# 女ドラゴンと怒りの未亡人軍団
『女ドラゴンと怒りの未亡人軍団』（おんなドラゴンといかりのみぼうじんぐんだん、原題：楊門女將之軍令如山）は、2011年の中国映画。DVD邦題は『楊家女将伝 〜女ドラゴンと怒りの未亡人軍団〜』。

## 概略
『楊家将演義』の派生作品である京劇『楊門女将』の映像化作品。1972年の映画『14アマゾネス 王女の剣』のリメイク。製作費5000万元（約6.3億円）がつぎこまれた大作だが、中国のラジー賞と呼ばれる「金のほうき賞」で2012年の作品賞、監督賞、男優賞、女優賞の全部門にノミネートされ、主演のセシリア・チャンが「最も失望させられた女優賞」を受賞した。

## あらすじ
中国・宋の時代、辺境を守る楊宗保率いる部隊は、天門関で西夏軍と戦い全滅した。
天門関の戦いの18年前、遼国の天門陣を破るため降龍木を探していた楊宗保は、山賊の娘・穆桂英と穆柯（ムウカ）砦で出会う。山賊の仲間を朝廷から守るため、穆桂英は楊宗保と夫婦になる。
ただ一人残された楊家の男子・楊文広は戦況を打開するため兵馬大元帥に任じられ、1万の兵と楊家の未亡人たちを従え戦場へ向かった。怒りに燃えた未亡人たちは無謀な戦いに挑む。
文広の後見となった太君は五娘を斥候とし、兵4千を千ずつの小隊に分け、蘭秀と二娘にそれぞれ敵左翼・右翼の撹乱、四娘に敵後方の補給隊への攻撃、桂英・文広・七娘・排風に待ち伏せ攻撃を命じる。自らは6千の兵で敵を迎え撃ち、黄土城で合流する作戦とした。
9万の西夏軍のうち、3万の軽装兵を連れて先行した殷奇元帥は、囚人車に磔にした宗保を囮に文広を誘い込む。桂英が指揮権を奪うが、文広は無視して敵陣に突入して宗保を救出する。しかし、宗保は偽物で、“空城の計”を使った敵の罠だった。西夏軍の弓矢を盾で防ぐと狼牙棒で攻撃されるため、桂英は羅漢回転や“偃月陣”で対抗する。そこへ大娘達が兵の半分を連れて救援に駆けつけるも、敵の待ち伏せで七娘が犠牲となり、続いて大娘も捕まり落命する。文広も敵の将と谷底へ落下して生死不明となってしまう。
少数民族の族長の孫娘・小豆子が気絶していた文広を助ける。小豆子達のアジトにはなんと宗保がいた。宗保もまた天門関で小豆子達に助けられ、西夏軍に反撃の機会を伺っていたのだ。
太君ら楊家軍の主力は西夏軍の待ち伏せに遭い、餓狼谷を抜けようとするが、谷の上から火球を落とされ洞窟に逃げ込む。八姐が爆薬で洞窟の入口を塞ぐ。洞窟の先は深い崖で行く手を阻まれるが、兵の鎖帷子で対岸までの橋を作って皆を渡らせることに成功する。しかし、途中で橋が落ち、三娘が谷底に転落してしまう。一方、谷の上で交戦していた六娘を四娘が救援する。太君達は大分戦力を減らしたものの、黄土城へ入城する。蘭秀も敵の左翼を撹乱して合流するが、すでに二娘は戦死していた。
そこへ王強元帥が10万の宋軍を連れて現れ、軍紀を乱した桂英を呼び出し処刑しようとする。そこへ文広と宗保が相次いで現れ、処刑の代わりに戦場で死ぬと言いい桂英と宗保は出陣する。
西夏軍の主力の重装兵と合流した殷奇は、黄土城攻めを開始する。風に乗じて五娘が出撃して奮戦するが、弓の犠牲となってしまう。桂英達は大将・殷奇を狙い、密集隊形“佛掌陣”で出撃する。弩弓砲を“長蛇陣“でかわし、“毒蛇吐信”で蘭秀が飛び出して奇襲を仕掛け、“仙女散花”で皆が散って乱闘となる。蘭秀が抜けて殷奇に挑むが、一歩及ばすに敗れる。
王強の陣営では、六娘が王強を梅花穿心針で捕え、太祖皇帝の“免死金牌”を見せる。劉副将軍は従い軍令符を太君に渡す。すぐに文広と八姐が加勢して殷奇を追い詰め、宗保が殷奇を羽交締めにし、桂英が討ち取る。六娘が殷奇の首を取ると、西夏軍は散り散りとなって楊家軍が勝利した。しかし、宗保と桂英も命を落としてしまう。
文広と小豆子の間に産まれた懐玉（ホァイユー）が1歳となった。文広は平西副元帥に任じられ、元帥・狄青（ティチン）と共に辺境に出兵するように勅命が下る。行軍する文広は、宗保と桂英が馬で駆ける姿を見る。

## スタッフ
- 監督・脚本・製作：フランキー・チェン
- 製作：ジャッキー・チェン
- 武術総顧問：ウー・ピン（呉彬）
- 視覚効果：王文嘉

## 登場人物・出演者
- 穆桂英（ムウ・クイイン）：セシリア・チャン

楊宗保の妻。
武器：雁羽大刀（かりばだいとう）
- 楊宗保（中国語版）（ヤン・ツォンパオ）：リッチー・レン

楊延昭（楊六郎）と楊六娘との息子、宋国の元帥。
- 柴郡主（楊六娘（ヤン・リウニャン））：リウ・シャオチン

本名：柴清雲
楊延昭の妻、楊宗保の母。
武器：梅花穿心針（ばいかせんしんばり）
- 佘太君（シェ・タイジュン）：チェン・ペイペイ

本名：佘賽花
楊延昭の母。
武器：龍頭杖（りゅうとうじょう）
- 楊文広（中国語版）（ヤン・ウェンクァン）：シャオ・ミンユー

楊宗保と穆桂英との18歳の息子。
- 楊大娘（ヤン・ダーニャン）：葛春燕（戈春艷）

本名：周雲鏡
武器：八卦双頭槍（はっけそうとうそう）
- 楊二娘（ヤン・アーニャン）：リー・ジン

本名：耿金花
楊二郎の正妻。
武器：双鈎（そうく）
- 楊二娘：大島由加里

本名：鄒蘭秀（ランシュウ）
楊二郎の次妻。
武器：蟠龍八卦刀（はんりゅうはっけとう）
- 楊三娘（ヤン・サンニャン）：ジン・チャオチャオ（中国語版）

本名：董月娥
武器：宝雕神弓（ほうちょうしんきゅう）
- 楊四娘（ヤン・スーニャン）：アシュレー・ヤン（中国語版）

本名：孟金榜
武器：混沌紫禁双錘（こんとんしきんそうすい）
- 楊五娘（ヤン・ウーニャン）：キャシー・チャウ（中国語版）

本名：馬賽英
楊五郎の妻で仏教徒。
武器：鋼鉄双棒（こうてつそうぼう）
- 楊七娘（ヤン・チーニャン）：ユイ・ナー（中国語版）

本名：呼延赤金
武器：奪命双刀（だつめいそうとう）
- 楊八姐（ヤン・パージェ）：チェン・シーハン（中国語版）

本名：楊延琪
武器：龍泉清風剣（りゅうせんせいふうけん）
- 楊九妹（ヤン・ジウメイ）：劉冬

本名：楊延瑛
武器：乾坤七星剣（けんこんしちせいけん）
- 楊金花（ヤン・ジンファ）：王媞

楊宗保と穆桂英との娘、楊文広の妹。
武器：梨花槍（りかそう）
- 楊排風（ヤン・パイフォン）：ジョウ・シャオフェイ（中国語版）

楊家の養女
- 潘（パン）大師：ウー・マ

宋国の重臣、楊家を陥れる。
- 王強（ワンチャン）：ラム・ウェイ

宋国の元帥、楊家を陥れる。
- 劉福（リュウフー）副将軍：

王強の部下。
- 殷奇（インチー）：史梵希

西夏国の元帥。
- 小豆子（シャオドウズ）：チャオ・クアンユー

少数民族の族長の孫、楊文広を助ける。
- 族長：フォン・ハックオン

少数民族の族長。

## DVD
- 日本版 『楊家女将伝 〜女ドラゴンと怒りの未亡人軍団〜』

発売元：日活、販売元：ハピネット